# Brigăzile Web
Brigăzile Web (din rusa Веб-бригады) desemnează, pentru ziarista franco-americană de origine rusă Ana Polianskaia, grupuri de utilizatori ai rețelei informatice internaționale, contributori sau hackeri, care intervin pe rețea pentru a promova un punct de vedere, a apăra o cauză comercială, religioasă, ideologică, politică sau alta, a șterge datele care nu le convin și a distruge saiturile sau contribuțiile contradictorilor. Aceste grupuri pot fie să se formeze spontan prin faptul că membrii lor au convingeri sau/și interese identice, fie să fie constituite și coordonate de către serviciile de comunicare ale unei întreprinderi, biserici, ideologii politice, ș.a.m.d. Expresia Brigăzile Web este inspirată din "red brigade" ("Brigăzile roșii", în rusește Красные бригады).

## Apariția
Ana Polianskaia, fosta asistantă a militantei democrate Galina Starovoitova asasinată de post-comuniști, a folosit pentru prima oară Brigăzile Web în articolul său "Ochiul virtual al lui Big Brother" publicat în aprilie 2003 pe saitul american de limba rusă Vestnik Online unde afirmă existența unor echipe de utilizatori aparținând sau lucrând pentru FSB. Alt ziarist rus, Alexandr Iussupovski replică în "Jurnalul rus" (en rusește Русский журнал) din 25 aprilie 2003, editat de politologul Gleb Pavlovski, că Ana Polianskaia ar fi paranoiacă.

## Lărgirea conceptului
În februarie 2009 ziarista Tatiana Korșevnaia mărturisi că făcea ea însăși parte din Brigăzi Web de oponenți împotriva lui Vladimir Putin.
După aceste mărturisiri expresia brigăzile web, deși era violent contestată și socotită ca fiind o pură invenție de către numeroși comentatori ca de exemplu cei de la RIO-Centre (centrul rusesc de cercetări sociologice), se va răspândi repede în mass-media din Europa de Est și din țările care au fost sau mai sunt comuniste (îndeosebi Rusia și China) în care opinia publică nu se îndoiește de realitatea lor.

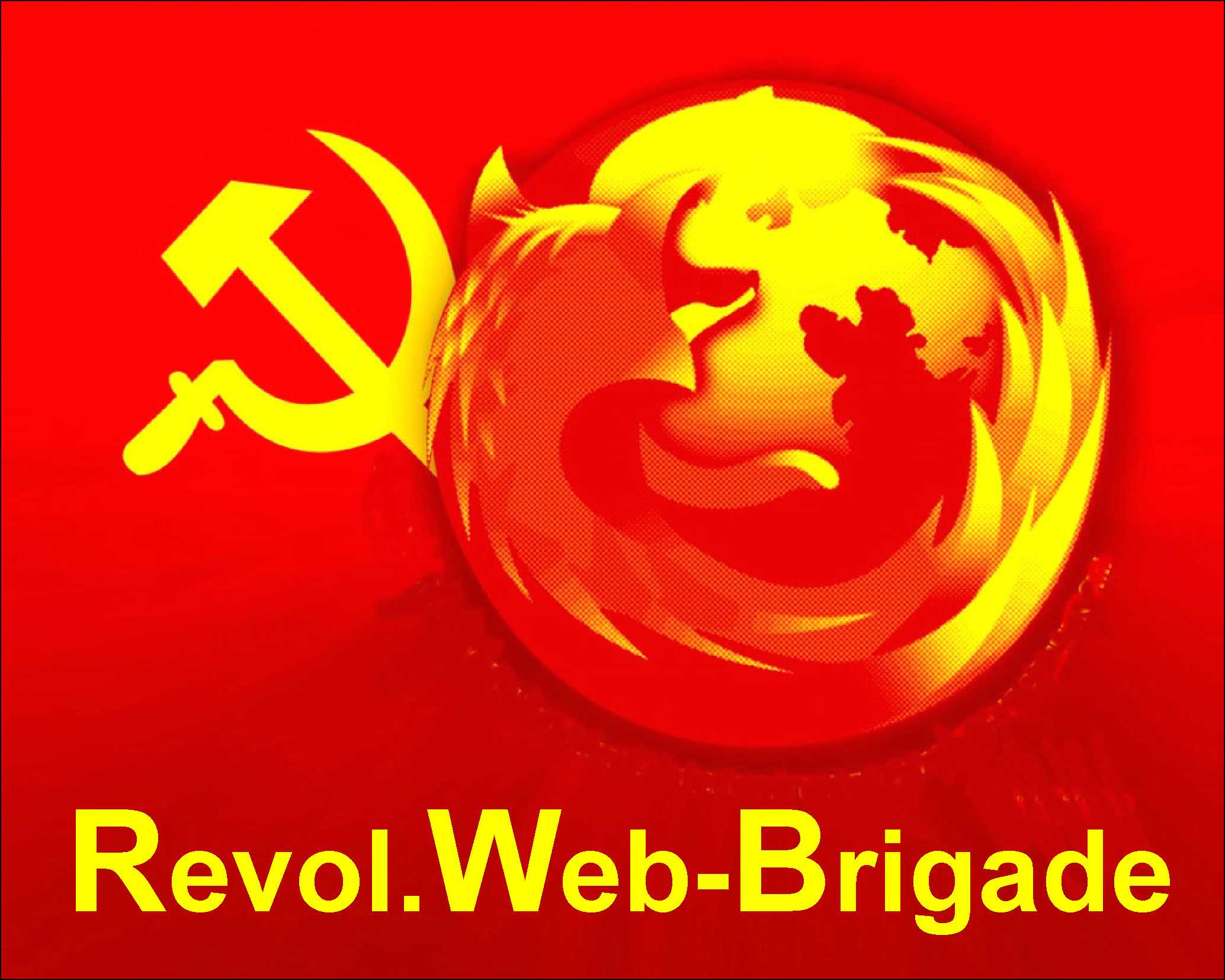
Stema unei web-brigade comuniste